# Marija Iwanowna Maximowa
Marija Iwanowna Maximowa (russisch Мария Ивановна Максимова; * 5. Apriljul. / 17. April 1885greg. in St. Petersburg; † 23. März 1973 in Leningrad) war eine russische bzw. sowjetische Kunsthistorikerin und Hochschullehrerin.

## Leben
Maximowa studierte nach dem Gymnasiumsabschluss 1903 in St. Petersburg in den Höheren Bestuschew-Kursen für Frauen in der Historisch-Philologischen Fakultät mit Abschluss 1909, worauf sie zur Verbesserung der Ausbildung und Vorbereitung auf eine wissenschaftliche Tätigkeit ins Ausland geschickt wurde. Sie studierte an den Universitäten Bonn und Berlin (Abschluss 1914) und besuchte archäologische Stätten und Museumssammlungen in Griechenland, Italien, Frankreich und England.
Nach Beginn des Ersten Weltkriegs kehrte Maximowa zurück und wurde wissenschaftliche Mitarbeiterin der Petrograder Eremitage. Sie bestand 1917 an der Universität Petrograd die Magister-Prüfung und verteidigte 1918 (nach der Oktoberrevolution) ihre Dissertation über antike Figurenvasen mit Erfolg für die Promotion zur Magistra der Kunstgeschichte und -theorie. Ihre Dissertation war der Beginn einer entsprechenden Buchreihe.
Ab 1919 war Maximowa Mitglied des Verbands der Kunstarbeiter und der Russischen Archäologischen Gesellschaft und lehrte als Privatdozentin an der Universität Petrograd. Auch hielt sie Vorlesungen am Archäologischen Institut und am Institut für Kunstgeschichte.
Ab 1925 war Maximowa mit Unterbrechungen wissenschaftliche Mitarbeiterin des Leningrader Instituts für Archäologie der Akademie der Wissenschaften der UdSSR (AN-SSSR). Das Volkskommissariat für Bildung der RSFSR schickte sie 1928 zu wissenschaftlichen Vorträgen nach Paris und Berlin.
Von 1939 bis zum Beginn des Deutschen Angriffskriegs gegen die Sowjetunion 1941 war Maximowa wissenschaftliche Mitarbeiterin der georgischen Filiale der AN-SSSR und des Staatlichen Museums der Geschichte Georgiens in Tiflis. Sie beteiligte sich an den Untersuchungen und Veröffentlichungen der Funde aus den Ausgrabungen in Mzcheta und Armasi.
Im Krieg übernahm Maximowa im blockierten Leningrad im Winter 1941/1942 als Nachfolgerin des verstorbenen Sergei Schebeljow die Leitung des Sektors für die Antike Schwarzmeerregion des Instituts für Geschichte der Materiellen Kultur der AN-SSSR. Die Evakuierung nach Jelabuga erfolgte 1942, aus der sie 1945 zurückkehrte. Aufgrund ihrer großen wissenschaftlichen Verdienste wurde sie 1945 ohne Verteidigung einer Dissertation zur Doktorin der historischen Wissenschaften promoviert und zur Professorin ernannt. Ihr Forschungsschwerpunkt blieb die antike Schwarzmeerregion.
Von 1945 bis 1947 leitete sie den Lehrstuhl für Geschichte der Alten Welt der Repin-Akademie der Künste der UdSSR (Nachfolgerin der Kaiserlichen Kunstakademie).
In Pension ging Maximowa 1967.